# Delegació Nacional d'Excaptius
La Delegació Nacional de Excautivos (DNE) va ser un organisme espanyol, dependent orgànicament de Falange Española Tradicionalista y de las JONS, que va existir durant la Dictadura franquista i va estar encarregat de l'administració d'aquells que havien estat presos en la zona republicana durant la Guerra civil espanyola.

## Història
L'organisme va començar a funcionar el gener de 1941, si bé dos anys abans en els estatuts de FET i de las JONS ja s'esmentava el seu establiment. Amb anterioritat ja havia existit una «Obra Nacional de Excautivos». En el seu si van quedar integrades totes aquelles persones del Bàndol revoltat que durant la contesa haguessin romàs a presons de la zona republicana, fins i tot els que no eren presos «polítics», fet que causaria no poques protestes. La DNE va desaparèixer com a tal en 1957, en integrar-se els seus serveis juntament amb els de la Delegación Nacional de Excombatientes dins de la Delegació Nacional d'Associacions.
Va arribar a disposar d'un òrgan d'expressió, la revista Comunicación.